# Joseph Powathil
Joseph Powathil (14 tháng 8 năm 1930 – 18 tháng 3 năm 2023) là một Giám mục người Ấn Độ của Giáo hội Công giáo nghi lễ Syro-Malabar, trực thuộc Giáo hội Công giáo Rôma. Ông nguyên là Tổng giám mục chính tòa Tổng giáo phận Changanacherry và Chủ tịch Hội đồng các Giám mục Ấn Độ C.B.C.I. Trước khi đảm nhiệm cương vị Tổng giám mục, ông còn đảm trách nhiều chức vụ khác như Giám mục chính tòa Giáo phận Kanjirapally và Giám mục phụ tá Tổng giáo phận Changanacherry.

## Tiểu sử
Tổng giám mục Joseph Powathil sinh ngày 14 tháng 8 năm 1930 tại Kurumbanadam, thuộc Ấn Độ. Sau quá trình tu học dài hạn tại các cơ sở chủng viện theo quy định của giáo luật, ngày 3 tháng 10 năm 1962, Phó tế Joseph Powathil, 32 tuổi, tiến đến việc được truyền chức linh mục. Tân linh mục cũng là thành viên của linh mục đoàn Tổng giáo phận Changanacherry, nghi lễ Syro-Malabar.
Sau gần 10 năm thực hiện các công việc mục vụ, ngày 7 tháng 1 năm 1972, tin tức từ Tòa Thánh loan báo về việc Giáo hoàng đã tuyển chọn linh mục Joseph Powathil, 42 tuổi, vào hàng ngũ các giám mục, cụ thể với chức vị Giám mục phụ tá Tổng giáo phận Changanacherry, nghi lễ Syro-Malabar và danh hiệu Giám mục Hiệu tòa Caesarea Philippi. Lễ tấn phong cho vị tân giám mục đã được cử hành sau đ1o vào ngày 13 tháng 2 cùng năm, với phần nghi thức truyền chức chính yếu do 3 giáo sĩ cấp cao đảm trách. Chủ phong cho vị tân chức là Đương kim Giáo hoàng, Giáo hoàng Phaolô VI, Thượng phụ Tây Phương. Hai vị còn lại với vai trò phụ phong gồm có Hồng y Bernard Jan Alfrink, Tổng giám mục Tổng giáo phận Utrecht và Hồng y William John Conway, Tổng giám mục chính tòa Tổng giáo phận Armagh.
Năm năm sau khi chính thức được tấn phong, ngày 26 tháng 2 năm 1977, tin từ Tòa Thánh cho hay Giáo hoàng đã quyết định thuyên chuyển Giám mục Joseph Powathil làm Giám mục chính tòa Giáo phận Kanjirapally, nghi lễ Syro-Malabar. Tám năm sau đó, ngày 5 tháng 11 năm 1985, Tòa Thánh một lần nữa thuyên chuyển chức vị cũng như nhiuệm sở của Giám mục Joseph Powathil làm Tổng giám mục, với chức danh chính thức là Tổng giám mục chính tòa Tổng giáo phận Changanacherry, nghi lễ Syro-Malabar.
SAu hơn 22 năm giữ chức danh Tổng giám mục Changanacherry, ngày 22 tháng 1 năm 2007, Tòa Thánh thông báo đã chấp thuận đơn cxin về hưu của Tổng giám mục Powathil, vì lí do tuổi tác, theo Giáo luật.
Ngoài các chức danh chính thức, ông còn kiêm thêm nhiệm vụ Chủ tịch Hội đồng các Giám mục của Ấn Độ [C.B.C.I.] từ năm 1994 đến năm 1998.